# Monte Mantalingahan
O monte Mantalingahan (ou monte Mantalingajan) é montanha mais alta da ilha Palauã, nas Filipinas. Fica no sul da ilha e tem 2085 m de altitude . Forma a parte mais alta da região geológica do Monte Beaufort, uma série de afloramentos do Eoceno de origem ultramáfica, dos quais o monte Victoria constitui a maior superfície de terra contígua. 
A montanha forma o centro da Paisagem Protegida do Monte Mantalingahan (MMPL), um parque nacional que cobre toda a cordilheira de Mantalingahan. A sua escalada é muito difícil.